# Heike Schroetter
Heike Schroetter-Lutz (* 19. Januar 1956 in Ribnitz-Damgarten) ist eine deutsche Schauspielerin und Synchronsprecherin.

## Leben
Schroetter absolvierte eine klassische Ballettausbildung und besuchte von 1972 bis 1975 die Hochschule für Musik und Theater Rostock. Nach ihrer Ausbildung war sie am Schauspielhaus in Erfurt engagiert. Sie spielte in mehreren Produktionen des DDR-Fernsehens, bis sie 1981 wegen versuchten „ungesetzlichen Grenzübertritts“ inhaftiert wurde. Schroetter wurde freigekauft und zog nach Westdeutschland, wo sie in Theatern auftrat.
Im Jahr 1983 begann Heike Schroetter mit der Synchrontätigkeit. Sie sprach unter anderem Kirstie Alley, Sharon Stone, Brigitte Nielsen, Kim Cattrall, Mercedes Ruehl (u. a. in der Serie Frasier), Jane Lynch (u. a. in Two and a Half Men) und Kate Jackson in der Serie Drei Engel für Charlie. Außerdem spricht sie als Off-Sprecherin Trailer bei 105’5 Spreeradio und bei Comedy Central. Schroetter spielte 1985 in der ersten deutsch-deutschen Komödie Treffpunkt Leipzig die Hauptrolle. Der Film wurde politischer Hintergründe wegen zwischen der BRD und der DDR nur einmal vom ZDF ausgestrahlt. In der Sat.1-Serie Alphateam – Die Lebensretter im OP war sie als Chefärztin Dr. Gassner zu sehen. Im Jahr 2007 wirkte Schroetter in vier Folgen der Kinder- und Jugendserie Schloss Einstein mit und hatte einen Gastauftritt in der Sat.1-Telenovela Verliebt in Berlin. Von Oktober 2007 bis Dezember 2008 war Schroetter als Marianne Becker in der Telenovela Wege zum Glück zu sehen, ein Gastauftritt folgte im Februar 2009.
Im Dezember 2007 veröffentlichte sie ihre Autobiografie unter dem Titel Sehnsucht nach Paris, in der sie ihre Flucht aus der DDR schildert.
Ihr Sohn Niclas Lutz ist ebenfalls Synchronsprecher.

## Filmografie
- 1978: Polizeiruf 110: Bonnys Blues (TV-Reihe)
- 1978: Härtetest (TV)
- 1979: Addio, piccola mia
- 1981: Polizeiruf 110: Der Schweigsame (TV-Reihe)
- 1982: Schöne Aussichten (TV)
- 1982: Polizeiruf 110: Der Rettungsschwimmer (TV-Reihe)
- 1985: Treffpunkt Leipzig (TV)
- 1986: Kokain – Das Tagebuch der Inga L.
- 1986: Vaterland (Fatherland)
- 1988: Goldjunge
- 1992: Deutschfieber
- 1993: Wolffs Revier, Folge: Knast (TV-Serie)
- 1994–1998: Hallo, Onkel Doc! (TV-Serie, 66 Folgen)
- 1996: Mona M. – Mit den Waffen einer Frau, Folge: Heiße Wäsche (TV-Serie)
- 1997–1999: Alphateam – Die Lebensretter im OP (73 Folgen)
- 1999: Im Namen des Gesetzes, Folge: Mit Gift (TV-Serie)
- 2000: Achterbahn, Folge: Lotte Primaballerina (TV-Serie)
- 2001–2008: Unser Charly (TV-Serie, 5 Folgen)
- 2002: Hallo Robbie!, Folge: Robbie macht Stress (TV-Serie)
- 2002: Edel & Starck, Folge: Ein ganz normaler Stier (TV-Serie)
- 2004–2005: Schulmädchen (TV-Serie, 3 Folgen)
- 2005: Wen die Liebe trifft (TV)
- 2006: Balko, Folge: Sauber eingelocht (TV-Serie)
- 2007: Schloss Einstein (TV-Serie, 12 Folgen)
- 2007–2009: Wege zum Glück (TV-Serie, 225 Folgen)
- 2009: Frischluft-Therapie
- 2010: Pfarrer Braun, Folge: Kur mit Schatten (TV-Serie)
- 2011: Frischluft-Therapie 2
- 2017: Soko Wismar (TV-Serie, 1 Folge)
- 2018: Notruf Hafenkante (TV-Serie, 1 Folge)
- 2018: Die Spezialisten – Im Namen der Opfer (TV-Serie, 1 Folge)
- 2020: Sky Sharks

## Synchronrollen (Auswahl)
Jane Lynch
- 2003: A Mighty Wind als Laurie Bohner
- 2004: Plötzlich verliebt als Gabby
- 2005: The Californians als Sybill Platt
- 2005–2012, 2014: Two and a Half Men (Fernsehserie) als Dr. Linda Freeman
- 2006: Es lebe Hollywood als Cindy
- 2007: Walk Hard: Die Dewey Cox Story als Gail
- 2008: Another Cinderella Story als Dominique Blatt
- 2009: Spring Breakdown – Alter schützt vor Party nicht als Senator „Kay Bee“ Hartmann
- 2010: Für immer Shrek als Gretchen
- 2011: Rio als Alice
- 2012: Die Stooges – Drei Vollpfosten drehen ab als Mutter Oberin
- 2017–2023: The Marvelous Mrs. Maisel als Sophie Lennon
- 2020: Space Force als Chief of Naval Operations
- 2024: Only Murders in the Building als Sazz Pataki (2. Stimme)

Wendy Crewson
- 1991: Der Doktor – Ein gewöhnlicher Patient als Dr. Leslie Abbott
- 1994: Spenser: Das Attentat als Susan Silverman
- 1995: Spenser: In Lebensgefahr als Susan Silverman
- 1997: Gangland – Cops unter Beschuß als Helen Eden

Laura San Giacomo
- 1990: Pretty Woman als Kit De Luca
- 1994: Stephen Kings The Stand – Das letzte Gefecht als Nadine Cross
- 2007: Veronica Mars (Fernsehserie) als Harmony Chase

Kirstie Alley
- 1990: Eine fast anständige Frau als Marjorie Turner
- 1996: Frage nicht nach morgen als Marty Doyle

Colleen Camp
- 1999: Märchenprinz verzweifelt gesucht als Jane
- 2002: 24 Stunden Angst als Jean Evans

Veanne Cox
- 2001: Beethoven 4 – Doppelt bellt besser als Martha Sedgewick
- 2011: Royal Pains (Fernsehserie) als Lois

Tabitha St. Germain
- 2011–2019: My Little Pony – Freundschaft ist Magie (Fernsehserie) als Prinzessin Luna (2. Stimme)
- 2013: My Little Pony: Equestria Girls – als Prinzessin / Stellvertretende Direktorin Luna

Caroline Goodall
- 2013: Dritte Person als Dr. Gertner
- 2014: The Best of Me – Mein Weg zu dir als Evelyn Collier

### Filme
- 1973: Geschichten, die zum Wahnsinn führen – Georgia Brown als Faye
- 1976: Black Sun – Der Todesplanet greift an – Suzanne Roquette als Tanya Alexander
- 1983: Verheiratet mit einem Toten – Victoria Abril als Fifo
- 1984: Runaway – Spinnen des Todes – Carol Teasdale als Sally
- 1985: L.I.S.A. – Der helle Wahnsinn – Kelly LeBrock als Lisa
- 1985: Crazy for You – Linda Fiorentino als Carla
- 1986: Aliens – Die Rückkehr – Jenette Goldstein als Vasquez
- 1986: Diese zwei sind nicht zu fassen – Darlanne Fluegel als Anna Constanzo
- 1987: Mann unter Feuer – Brooke Adams als Jane (Samanthas Mutter)
- 1988: Die Nacht der Entscheidung – Denise Crosby als Landa
- 1989: Die Anwältin – Kay Lenz als Deborah Quinn
- 1990: Der Harte und der Zarte – Nancy Travis als Riva
- 1992: Urlaubsreport alleinstehender Frauen – Barbara Bouchet als Valeria Damiani
- 1992: Weiße Jungs bringen’s nicht – Tyra Ferrell als Rhonda Deane
- 1993: Boiling Point – Die Bombe tickt – Lolita Davidovich als Vikki Dunbar
- 1993: Der Mörder des Klans – Patrizia Adiutori als Senta
- 1998: Revenant – Sie kommen in der Nacht – Kim Cattrall als Ulrike
- 2000: Dumm gelaufen – Kidnapping für Anfänger – Lorena Gale als Wütende Mama
- 2000: Der kleine Vampir – Alice Krige als Hildegard von Schlotterstein
- 2001: Einmal Himmel und zurück – Jennifer Coolidge als Mrs. Wellington
- 2003: Manhattan Love Story – Frances Conroy als Paula Burns
- 2004: Kung Fu Hustle – Qiu Yuen als Vermieterin
- 2006: Beim ersten Mal – Joanna Kerns als Alisons Mutter
- 2008: Willkommen bei den Sch’tis – Sylviane Goudal als Postamt–Kundin
- 2009: Alvin und die Chipmunks 2 – Wendie Malick als Dr. Rubin
- 2010: Mrs. Miracle 2 – Ein zauberhaftes Weihnachtsfest – Lauren Holly als Lindi Lowe
- 2015: Ein Heiratsantrag zu Weihnachten – Laura Soltis als Shannon Rogers
- 2016: Zoolander 2 – Milla Jovovich als Katinka
- 2019: Ad Astra – Zu den Sternen – LisaGay Hamilton als Adjutant General Vogel

### Serien
- 1984: Hart aber herzlich – Dey Young als Karen Lindley
- 1987: Ein Colt für alle Fälle – Rebecca Balding als Sandra Andrews
- 1987: Hart aber herzlich – Elaine Joyce als Roberta „Bob“ Hayward
- 1988: Simon Templar – Wanda Ventham als Penny Williams
- 1989: Auf der Flucht – Angie Dickinson als Norma Sessions
- 1989: Ein Duke kommt selten allein – Roz Kelly als Amy Creavy
- 1990: FBI – Lynda Day George als Joyce Carr
- 1990: Hawaii Fünf–Null – Marianne McAndrew als Joyce Bennett
- 1990: Hart aber herzlich – Fiona Lewis als Melissa Hilburn
- 1990: Hart aber herzlich – Lanna Saunders als Monica Haines
- 1991: Bonanza – Lola Albright als Ann
- 1993: Gnadenlose Stadt – Salome Jens als Ellen Annis
- 1994: Kobra, übernehmen Sie – Lynn Kellogg als Roxy
- 2001–2003: Eine himmlische Familie – Brenda Strong als Carmen Mackoul
- 2002–2010: King of the Hill – Sally Field als Junie Harper
- 2006: Ghost Whisperer – Stimmen aus dem Jenseits – Pamela Wilson als Judy
- 2009–2015: True Blood – Carrie Preston als Arlene Fowler
- 2010–2022: The Walking Dead – Melissa McBride als Carol Peletier
- 2011, 2013–2014: Star Wars: The Clone Wars – Barbara Goodson als Mutter Talzin
- 2013, 2016, 2021: Ninjago – Cathy Weseluck als Patty Keys
- 2014–2016: Getting On – Fiese alte Knochen – Laurie Metcalf als Dr. Jenna James
- 2018: Deception – Magie des Verbrechens – Laila Robins als FBI Agent Deakins
- 2020: Ragnarök – Henriette Steenstrup als Turid Seier
- 2020: Ich schweige für dich – Jennifer Saunders als Heidi Doyle
- seit 2020: Gangs of London – Michelle Fairley als Marian Wallace
- 2023–2024: Star Wars: The Bad Batch – Wanda Sykes als Phee Genoa
- 2023: Navy CIS für Carolyn Hennesy als Tara Flynn
- 2023: Secret Invasion – Charlayne Woodard als Priscilla Fury/Varra
- 2023: Navy CIS: L.A. für Marilu Henner als Elizabeth Kilbride

## Theater
Städtische Bühnen Erfurt
- 1975: Seán O’Casey: Purpurstaub (Avril, Basil Stokes Geliebte) – Regie: Dieter Steinke
- 1976: Friedrich Hebbel: Maria Magdalena (Magd) – Regie: Peter Handke
- 1976: Giulio Scarunacci / Renzo Tarabusi: Kaviar und Linsen (Fiorella Papagatto) – Regie: Dieter Steinke
- 1976: Heiner Müller (nach Fjodor Gladkow): Zement (Polja Mechowa) – Regie: Ekkehard Kiesewetter
- 1976: Jewgenij Schwarz: Aschenbrödel (Marianne) – Regie: Hans-Georg Türk
- 1976: Charles De Coster: Till (Calleken Goedzak) – Regie: Peter Sodann (DDR-Erstaufführung)
- 1976: Karlheinz Welzel: Ein unglaublich LIEDERlicher Abend (Kabarett) – Regie: Karlheinz Welzel
- 1977: Emil Rosenow: Kater Lampe (Frau Neubert) – Regie: Dieter Steinke
- 1977: Peter Ensikat / Siegfried Baumgart: Frech wie Oskar (ohne Rollenangabe) – Regie: Klaus Schleiff
- 1978: Maria Clara Machado: Die kleine Hexe, die nicht böse sein konnte (Hexe) – Regie: Barbara Abend
- 1978: Lope de Vega: Die berühmte Komödie vom Galan Castrucho (Fortuna) – Regie: Peter Sodann
- 1978: Wladimir Tendrjakow: Die Nacht nach der Abschlußfeier (Vera Shorich) – Regie: Ekkehard Kiesewetter
- 1978: Gotthold Ephraim Lessing: Minna von Barnhelm (Dame in Trauer) – Regie: Barbara Abend
- 1979: Kazys Saja: Clemens oder Das Jahr des Stiers (ein Mädchen) – Regie: Iwan Petrow
- 1980: Peter Hacks: Armer Ritter (Gretel) – Regie: Ekkehard Kiesewetter
- 1980: Aristophanes: Lysistrata (junge Frau und Göttin der Versöhnung) – Regie: Ekkehard Kiesewetter
- 1980: Jean Anouilh: Becket oder Die Ehre Gottes (Gwendoline) – Regie: Barbara Abend
- 1981: Jürgen Gross: Match (Ina, Schülerin) – Regie: Klaus Schleiff

## Werke
- Sehnsucht nach Paris, Autobiographie, DMP – Doku-Medienproduktion, Berlin 2008, ISBN 978-3-938551-16-5.